# فؤاد بوعلي
فؤاد بوعلي عالم لسانيات مغربي، يشغل نائب رئيس الجمعية الدولية للمترجمين واللغويين العرب (واتا) ورئيس مجلة واتا للترجمة واللغات. وهو عضو في مجلس إدارة مركز الدراسات والبحوث الإنسانية بمدينة وجدة. والرئيس الأسبق للجمعية المغربية لحماية اللغة العربية. كما يترأس الائتلاف الوطني من أجل اللغة العربية.

## مسيرته
بعد دراسته الباكلوريوس في خنيفرة واليسانس في مكناس وبعدها في فاس، انتقل لوجدة حيث حصل على دبلوم الدراسات العليا في الآداب، تخصص لسانيات عربية من كلية الآداب والعلوم الإنسانية بوجدة في مارس 1996، وعلى دكتوراه الدولة في الآداب من كلية الآداب والعلوم الإنسانية بجامعة محمد الأول في يناير 2005. وهو عضو في رابطة علماء المغرب، ويساهم بالعديد من الجرائد والمجلات. يتكلم الفرنسية والإسبانية.
كما هو أستاذ اللغة العربية والتواصل المهني بمعهد التكنولوجيا الفندقية والسياحية بالسعيدية وهو معهد تابع لوزارة السياحة. وله مشروع «إدماج اللغة العربية في القطاع السياحي»، وألف «معجم المصطلحات السياحية» وترجمها إلى اللغة العربية. وهو عضو في مركز الدراسات والأبحاث الإنسانية المستقل عن جامعة محمد الأول، بعد أن أنشأه مصطفى بن حمزة سنة 2002 واطلق على مقره اسم «منار المعرفة».

### نشاطه في الدفاع عن اللغة العربية
ينتمي للتيار الفكري لحركة التوحيد والإصلاح، وله نشاط بارز في الدفاع عن الإسلام والعروبة واللغة العربية ومكافحة التغريب والفرانكوفونية.
| فؤاد بوعلي | ... الربيع العربي (...) استطاع نقل المسألة اللغوية من النقاش الوجداني نحو المأسسة. ويتبين ذلك من خلال عنصرين مركزيين: الدمقرطة والمأسسة. فمن أبرز ملامح الديمقراطية السياسية سيادة اللغة العربية. فكل نظام عربي يحترم إرادة شعبه سيمنح لا محالة لغة الضاد مكان السيادة والصدارة في الشأن العام وفق قاعدة: أعطني نظاما عربيا ديمقراطيا أعطك لغة عربية حاضرة في دواليب الشأن العام. فؤاد بوعلي | فؤاد بوعلي |

في يناير 2013 أشرف فؤاد بوعلي على مناقشة أطروحتين لنيل الدكتوراه في علم الحيوان في إطار وحدة البحث والتكوين “تاريخ العلوم عند العرب والأفكار العلمية” المعتمدة بجامعة عبد المالك السعدي، وقد توقفت الأطروحتان عند: مصطلحات علم الحيوان عند العرب من خلال مؤلفات الأصمعي، ومصطلحات خلق الإنسان من خلال “المخصص” لابن سيده. وأهمية الحدث نابع من كونها المرة الأولى التي تناقش فيها أطروحة في كلية للعلوم بالمغرب باللغة العربية. وبكونها جزء من مشروع ضخم يستهدف إنشاء معجم تاريخي لعلم الحيوان عند العرب في أفق إنشاء معجم عصري لمصطلحاته والذي سيستمد مادته الأولية من المعاجم العلمية الحديثة ومنتجات البحث المعجمي والعلمي القديم. واعتبر بوعلي هذا الحدث مدخل البداية إلى سيادة اللغة العربية على كل قطاعات المجتمع أي في التعليم بسائر مراحله وتخصصاته وفي مراكز البحث العلمي الإنسانية والدقيقة.

## مؤلفاته
من مؤلفاته:
- الأسس المعرفية والمنهجية للخطاب النحـوي العربي من القرن الأول إلى الخامس الهجريين "، الناشر: عالم الكتب الحديث، 2011.[8]
- كتاب «مـقالات في اللسانيات» بالاشتراك مع بعض الأساتذة الباحثين.
- كتاب «دراسات في التواصل»
- «الوسـائـل الإجرائية في الخلاف النحوي»
- التنغيم في اللغة العربية ".
- «التركيب عند أبي حيان الأندلسـي من خلال ارتشاف الضرب من لسان العرب»
- «الظاهرة اللغوية وتأسيس الوضع العربي».

## وصلات خارجية
- مدونة فؤاد بوعلي